# Szúnyogh Sándor
Szúnyogh Sándor (Alsólakos, 1942. március 3. – Lendva, 1998. január 9.) szlovéniai magyar újságíró, költő, televíziós szerkesztő.

## Tanulmányai
Paraszti családban született. Az általános iskolát Lendván, a tanítóképzőt 1963-ban Muraszombatban fejezte be, majd később a szombathelyi Tanárképző Főiskola magyar szakán szerzett diplomát.

## Pályája
1963-1969 között Domonkosfán tanító, 1969-1971 között Lendván községházi fordító. 1972-1991 között a Népújság c. hetilap, egyidejűleg a muraszombati Sajtó és Rádióintézet munkatársa. 1991-ben a Hidak - Mostovi c. nemzetiségi tévéműsor szerkesztője, majd azt követően 1992-1998 között  a Szlovén Rádió-Televízió magyar műsorainak programigazgatója. 1971-1996  a Naptár szerkesztője. Számos írása jelent meg a szlovéniai magyar, a magyarországi és a vajdasági lapokban és folyóiratokban

## Elismerések
1993-ban megkapta a Magyar Köztársasági Érdemrend Kiskeresztjét.
1998-ban, halála után, ifjúsági irodalmi díjat neveztek el róla a Muravidéken.

## Művei
Halicánumi üzenet : versek. Murska Sobota, Pomurska založba, 1975. 87 p.
Hóvágy : versek. Murska Sobota: Pomurska založba, 1985. 76. p.
Virágköszöntő : gyermekversek. Murska Sobota: Pomurska založba;
Slovensko-madžarski slovar družbeno-politične terminologije = Szlovén-magyar társadalmi-politikai műszótár. Murska Sobota: Zavod za časopisno in radijsko dejavnost, 1990. 179. p.,
Halicanumi rapszódia : válogatott versek 1963-1989. Újvidék: Forum, 1991. 118. p.,
Muravidéki kincsesláda : gyermekjátékok és népmesék Muravidékről. Lendava:  Magyar Nemzetiségi Művelődési Intézet, Top-Print, 1997. 11. p.,
Pozdrav iz Dolnje Lendave : mesto na razglednicah v letih 1898 do 1945 = Üdvözlet Alsólendváról : Alsólendva képes levelezőlapokon 1898-tól 1945-ig. Lendava: Občina, 1997. 176 p. illusztr.